# Madison (Arkansas)
Madison és una població dels Estats Units a l'estat d'Arkansas. Segons el cens del 2000 tenia 987 habitants.

## Demografia
Segons el cens del 2000, Madison tenia 987 habitants, 358 habitatges, i 239 famílies. La densitat de població era de 222,9 habitants/km².
Dels 358 habitatges en un 36,9% hi vivien nens de menys de 18 anys, en un 29,3% hi vivien parelles casades, en un 32,4% dones solteres, i en un 33,2% no eren unitats familiars. En el 30,2% dels habitatges hi vivien persones soles el 13,7% de les quals corresponia a persones de 65 anys o més que vivien soles. El nombre mitjà de persones vivint en cada habitatge era de 2,76 i el nombre mitjà de persones que vivien en cada família era de 3,48.
Per edats la població es repartia de la següent manera: un 36,4% tenia menys de 18 anys, un 9,6% entre 18 i 24, un 22,1% entre 25 i 44, un 21,1% de 45 a 60 i un 10,8% 65 anys o més.
L'edat mediana era de 29 anys. Per cada 100 dones de 18 o més anys hi havia 73,5 homes.
La renda mediana per habitatge era de 15.700 $ i la renda mediana per família de 20.682 $. Els homes tenien una renda mediana de 21.875 $ mentre que les dones 17.500 $. La renda per capita de la població era de 9.733 $. Entorn del 40,4% de les famílies i el 41,9% de la població estaven per davall del llindar de pobresa.

## Poblacions més properes
El següent diagrama mostra les poblacions més properes.